# Samir ar-Rifa’i (ur. 1966)
Samir Zajd ar-Rifa’i (arab. سمير زيد الرفاعي, ur. 1 lipca 1966) – jordański polityk, premier Jordanii od 14 grudnia 2009 do 1 lutego 2011.

## Życiorys
Samir ar-Rifa’i urodził się w 1966 w rodzinie z wieloletnimi tradycjami politycznymi. Jego ojciec, Zajd ar-Rifa’i, zajmował dwukrotnie stanowisko premiera w latach 70. i 80. XX w., a w 1997 objął stanowisko przewodniczącego Senatu. Urząd szefa rządu zajmował również kilkakrotnie jego dziadek, Samir ar-Rifa’i. 
W 1988 zdobył tytuł licencjacki w dziedzinie studiów bliskowschodnich na Harvard University w USA. W 1989 zdobył tytuł magistra stosunków międzynarodowych na University of Cambridge w Wielkiej Brytanii. 
W 1999 został mianowany sekretarzem generalnym Haszymidzkiego Dworu Królewskiego, w którym był odpowiedzialny za wdrażanie programu zmian administracyjnych i finansowych. Stanął również na czele Królewskiego Biura Prasowego i Departamentu Komunikacji. W 2003 król Abd Allah II awansował go na stanowisko ministra Haszymidzkiego Sądu Królewskiego. W kwietniu 2005 został mianowany doradcą króla, którym pozostał do października 2005, kiedy to objął stanowisko CEO spółki Jordan Dubai Capital. W kolejnych latach zajmował stanowiska dyrektora w spółkach: Central Electricity Generating Company, Jordan Dubai Properties oraz Jordan Dubai Energy and Infrastructure Company. Zajmował również stanowiska kierownicze w innych spółkach państwowych, zarządach banków oraz organizacjach społecznych. 

## Premier
9 grudnia 2009, po złożeniu dymisji przez premiera Nadira az-Zahabiego, został mianowany przez króla Abd Allaha II na stanowisko nowego szefa rządu. Zmiana na stanowisku premiera nastąpiła po rozwiązaniu parlamentu przez króla pod koniec listopada 2009 i instrukcjach z jego strony w sprawie reformy prawa wyborczego. Komentatorzy zarzucali parlamentowi nieefektywność w działaniu i powiązania deputowanych z aferami korupcyjnymi. Król, co było rzadkością, powierzył nowemu premierowi misję samodzielnego sformowania składu gabinetu. Dotychczas, wraz z nominacją szefa rządu, wyznaczał także jego pozostałych członków. Wezwał nowy rząd do pracy w zaufaniu i jawności, jako jeden zespół służący sprawom publicznym, bez słabości, spowolnienia i strachu przed podejmowaniem decyzji.
14 grudnia 2009 Abd Allah II zaprzysiągł 29-osobowy gabinet ar-Rifa’iego. Premier zobowiązał się rozpocząć w ciągu 40 dni proces reform politycznych i gospodarczych. Ogłosił podjęcie wysiłków w celu przezwyciężenia skutków światowego kryzysu gospodarczego oraz pracę na rzecz poprawy klimatu inwestycyjnego w kraju. Zobowiązał się także do podjęcia niezbędnych środków potrzebnych do przeprowadzenia w 2010 uczciwych i bezstronnych wyborów parlamentarnych.
1 lutego 2011, z powodu masowych protestów społecznych przeciwko bezrobociu i rosnącym cenom, król Abd Allah zdymisjonował obwiniany o złą sytuację gospodarczą rząd premiera Samira ar-Rifa’iego i mianował jego następcą Marufa al-Bachita. Celem nowego gabinetu miało być rozpoczęcie „prawdziwych reform politycznych, wzmocnienie jordańskiej demokracji i zapewnienie bezpiecznego i przyzwoitego życia wszystkich obywatelom”.